# Alain Cadec

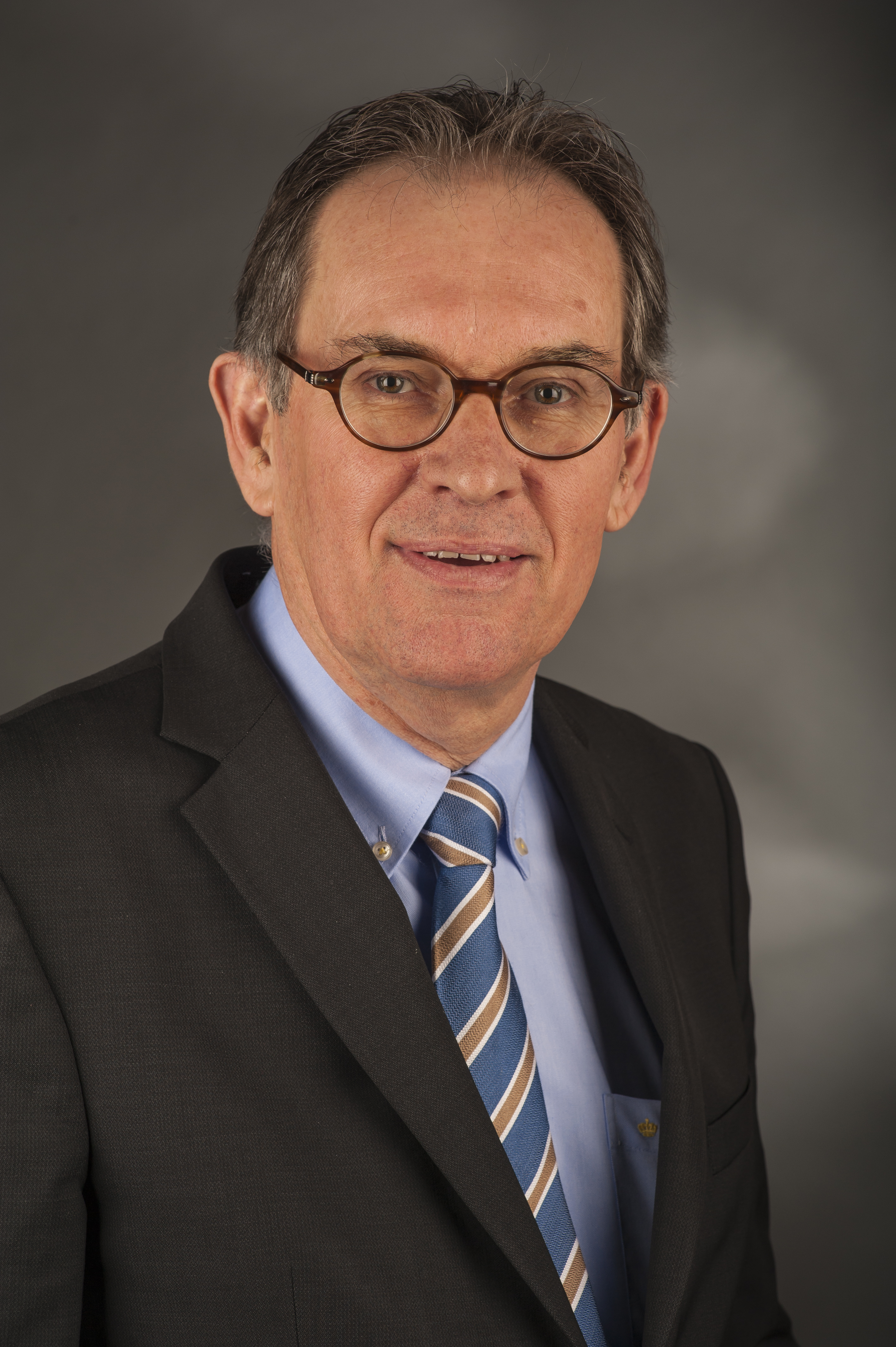
Alain Cadec (2014)

Alain Cadec (* 21. Juni 1953 in Saint-Brieuc, Côtes-du-Nord) ist ein französischer Politiker der Union pour un mouvement populaire.

## Leben
Cadec studierte Wirtschafts- und Sozialmanagement an der Universität Rennes 2. Nach dem Studium war er in der Versicherungsbranche tätig.

## Politik
Cadec wurde 1995 Mitglied des Stadtrates von Saint-Brieuc und war dann 2001 bis 2009 erster stellvertretender Bürgermeister von Saint-Brieuc und gleichzeitig Vizepräsident des Gemeindeverbands Saint-Brieuc. Er war außerdem 2001 bis 2008 Mitglied des Generalrats des Départements Côtes-d’Armor, wobei er ab 2004 Führer der Opposition im Generalrat war.
Seit 2009 ist Cadec Abgeordneter im Europäischen Parlament und gehört dort der Fraktion der EVP an. Cadec ist im Europäischen Parlament auch einer der vier Vize-Vorsitzender des Ausschusses für Fischerei. Ebenso ist Cadec Mitglied im Ausschuss für regionale Entwicklung und in der Delegation für die Beziehungen zu Südafrika.
Als Stellvertreter ist Cadec im Sonderausschuss gegen organisiertes Verbrechen, Korruption und Geldwäsche und in der Delegation für die Beziehungen zu Albanien, Bosnien und Herzegowina, Serbien, Montenegro sowie Kosovo.